# Bollmora
Bollmora è una zona del comune di Tyresö, nella contea di Stoccolma, in Svezia. Vi risiede l'amministrazione comunale. Ha una popolazione di 8.494 abitanti.